# Emanuele Calaiò
Emanuele Calaiò (Palermo, 8 gennaio 1982) è un dirigente sportivo, allenatore di calcio e calciatore italiano, attaccante della Zeta Napoli.

## Biografia
È sposato con Federica Del Deo dalla quale ha avuto due figli . È il cognato dell'ex calciatore Nicola Mora.

## Caratteristiche tecniche
Era una prima punta, mancino di piede, forte di testa e nel gioco aereo. Si è dimostrato un abile rigorista: ha messo a segno 41 penalty su 49 calciati.
Per il suo modo di esultare era soprannominato l'arciere.

## Carriera

### Club

#### Torino
Cresce calcisticamente nella Panormus, scuola calcio palermitana, città natale del calciatore. In seguito passa nel settore giovanile del Torino. Esordisce in Serie A il 6 gennaio 2000 in Reggina-Torino (2-1), subentrando al 49' a Fabio Pecchia e andando a segno otto minuti dopo il suo ingresso in campo.
Chiude la stagione con 7 presenze e una rete. Rimane con i piemontesi anche per le due seguenti stagioni. Seguono le esperienze in prestito con Ternana e Messina.

#### Pescara
In seguito passa in prestito al Pescara, in Serie C1, ottenendo la promozione in Serie B. Il 10 luglio 2003 il prestito viene rinnovato anche per la stagione seguente.
Esordisce in campionato il 7 settembre in Pescara-Fiorentina (0-0), giocando titolare. Segna la sua prima rete in campionato il 23 settembre nella trasferta terminata in parità contro il Como (1-1).
Il 29 maggio, in Pescara-AlbinoLeffe (4-3), realizza la sua prima tripletta in carriera. Chiude la stagione con 44 presenze e 21 reti, rivelandosi capocannoniere degli adriatici. Il 23 giugno 2004 viene riscattato dal Pescara.

#### La prima esperienza al Napoli
Dopo aver chiuso il girone di andata con 19 presenze e 6 reti, il 10 gennaio 2005 scende di categoria, passando in compartecipazione al Napoli, contribuendo alla doppia promozione dalla Serie C1 alla Serie A dei campani con 18 reti nella Serie C1 2005-2006 (caponnoniere del girone) e 14 reti l'anno seguente in Serie B, laureandosi in entrambi i casi capocannoniere stagionale dei partenopei.
Esordisce in Serie A con la maglia del Napoli il 26 agosto 2007 nella gara interna contro il Cagliari (0-2), giocando titolare e venendo sostituito nell'intervallo da Marcelo Zalayeta. Relegato ad un ruolo di comprimario (in campionato viene schierato titolare in sette gare su trentotto), segna le sue uniche reti in massima serie con la maglia azzurra il 24 febbraio 2008 nella trasferta vinta contro il Livorno (1-2), in cui mette a segno una doppietta siglando di testa entrambe le reti. Chiude la stagione con 31 presenze e 3 reti complessive.
Durante la sua prima permanenza a Napoli è soprannominato L'arciere per il suo modo di esultare.

#### Siena
Il 1º luglio 2008 passa in compartecipazione al Siena. Esordisce con i toscani il 23 agosto in Siena-AlbinoLeffe (4-0), sbloccando l'incontro con un colpo di testa. In campionato si sblocca alla seconda giornata contro il Cagliari. Chiude la stagione con 33 presenze e 5 reti, l'ultima contro il Palermo, che sancisce la matematica salvezza dei toscani.
Il 26 giugno viene rinnovata la compartecipazione tra le due società. La stagione successiva, dopo aver saltato la prima giornata per squalifica, esordisce in campionato alla seconda giornata in Cagliari-Siena (1-3), realizzando una doppietta. Chiude la stagione con 33 presenze e 8 reti, che non bastano ad evitare ai toscani la retrocessione in Serie B.
Il 25 giugno la compartecipazione viene risolta a favore del Siena. Rimasto anche a seguito della retrocessione, esordisce in campionato alla prima giornata contro il Pescara. Segna le sue prime reti in campionato alla quarta giornata in Siena-Cittadella (3-1), mettendo a segno una doppietta. Va poi a segno sette volte nelle ultime cinque partite, contro Novara, Torino, Ascoli e Varese.
Chiude la stagione con 39 presenze e 18 reti, contribuendo al ritorno in Serie A dei toscani. L'11 giugno rinnova il suo contratto fino al 30 giugno 2014. Esordisce in campionato alla seconda giornata contro il Catania, giocando titolare. Mette a segno le sue prime reti in campionato il 25 settembre in Siena-Lecce (3-0), siglando una doppietta. Il 13 marzo in Cesena-Siena (0-2), riporta la frattura del perone sinistro, chiudendo anzitempo la stagione, con 25 presenze e 11 reti, suo record di reti in massima serie.
Rientra in campo il 19 agosto in Siena-Vicenza (4-2), valida per il terzo turno di Coppa Italia, andando a segno con un colpo di testa. Debutta in campionato il 26 agosto contro il Torino, giocando titolare. Segna la sua prima rete in campionato il 16 settembre contro l'Udinese (2-2). Il 27 settembre contro il Bologna segna il gol della vittoria della squadra toscana (1-0). Grazie al gol segnato allo Stadio Is Arenas contro il Cagliari, il 31 ottobre 2012, l'attaccante palermitano diventa il miglior marcatore della storia del Siena con 50 reti all'attivo.

#### Il ritorno al Napoli e il prestito al Genoa
Il 12 gennaio 2013 torna al Napoli con la formula del prestito con diritto di riscatto, a otto anni di distanza dal suo primo trasferimento in maglia azzurra, con contratto depositato presso la Lega Calcio cinque giorni dopo. Esordisce nuovamente con la maglia azzurra il 9 febbraio seguente, in Lazio-Napoli (1-1) della 24ª giornata, entrando all'80' al posto di Juan Camilo Zúñiga.
Il 14 febbraio fa il suo esordio nelle coppe europee in occasione dei sedicesimi di finale d'Europa League, nella partita persa dal Napoli contro il Viktoria Plzeň per 3-0, entrando al 59' al posto di Omar El Kaddouri; nella gara di ritorno di sette giorni dopo gioca invece da titolare in Europa.
Il 2 settembre 2013, ultimo giorno di calciomercato, viene ceduto in prestito al Genoa. Esordisce con la formazione ligure il 15 settembre seguente, in occasione del Derby della Lanterna contro la Sampdoria vinto per 3-0, realizzando all'esordio il suo primo gol in maglia rossoblu: è il gol del momentaneo 2-0. Nell'allenamento del 15 aprile 2014 riporta una lesione capsulare del legamento peroneo-astragalico anteriore. Chiude la stagione con 22 presenze e 3 gol.

#### Il ritorno in Serie B: Catania e Spezia
L'11 luglio 2014 si trasferisce a titolo definitivo al Catania, in Serie B, firmando un contratto biennale con opzione per un terzo anno. Chiude con 18 reti segnate in 35 partite giocate il campionato di Serie B con il Catania.
Il 3 agosto 2015, in seguito allo scandalo del calcioscommesse riguardante il club etneo, viene ceduto a titolo definitivo allo Spezia sempre in Serie B.

#### Passaggio al Parma, il ritorno in A e la squalifica
Il 4 agosto 2016 passa al Parma, in Lega Pro. Nel 2016-2017 contribuisce alla promozione dei gialloblu in Serie B  con 17 gol e nel 2017-2018 alla promozione dei parmensi in Serie A con 13 gol.
Il 23 luglio 2018 il Tribunale Federale Nazionale della FIGC infligge una squalifica di due anni a Calaiò, reo di aver tentato di «alterare il regolare svolgimento e il risultato finale» della partita Parma-Spezia, vinto dagli emiliani, che sancì la promozione di questi ultimi in A. La Procura, inoltre, adotta come prove i messaggi inviati da Calaiò tramite WhatsApp ai suoi ex compagni Filippo De Col e Claudio Terzi. Il 9 agosto seguente, in seguito al ricorso degli emiliani presso la Corte federale d'Appello, la durata della squalifica inflitta a Calaiò viene ridotta fino al 31 dicembre 2018, con l'aggiunta tuttavia di una sanzione di 30.000 euro.
Chiude l’esperienza emiliana con 79 presenze e 32 gol senza più scendere in campo.

#### Salernitana
Il 31 gennaio 2019 si accorda con la Salernitana in Serie B. Debutta l'8 febbraio, nella gara casalinga col Benevento, subentrando al 79' ad Andrè Anderson, e segna il primo gol con i campani otto giorni dopo, aprendo le marcature nel successo in casa dell'Ascoli (4-2).

#### Zeta Napoli
Il 5 agosto 2025 all'età di 43 anni, firma un contratto con la neonata società della Zeta Napoli, in Terza Categoria.

### Nazionale
Ha giocato in numerose rappresentative nazionali giovanili, dall'Under-15 all'Under-21.

## Dopo il ritiro
Il 17 settembre 2019, tramite i propri canali social, l'US Salernitana annuncia il ritiro di Emanuele Calaiò dal calcio giocato, annunciando contestualmente di avergli affidato un ruolo dirigenziale all'interno del settore giovanile.
Nell'aprile del 2022 consegue il diploma da direttore sportivo. Nel giugno 2023 viene ingaggiato come allenatore della rappresentativa under 17 dalla squadra Blue Devils. 
Il 18 maggio 2024 il Savoia di Torre Annunziata annuncia di aver raggiunto un accordo con Emanuele Calaiò per il ruolo di club manager a partire dal successivo 1º luglio.

## Statistiche

### Presenze e reti nei club
Statistiche aggiornate al 21 luglio 2019.
| Stagione        | Squadra         | Campionato      | Campionato | Campionato | Coppe nazionali | Coppe nazionali | Coppe nazionali | Coppe continentali | Coppe continentali | Coppe continentali | Altre coppe | Altre coppe | Altre coppe | Totale | Totale |
| Stagione        | Squadra         | Comp            | Pres       | Reti       | Comp            | Pres            | Reti            | Comp               | Pres               | Reti               | Comp        | Pres        | Reti        | Pres   | Reti   |
| --------------- | --------------- | --------------- | ---------- | ---------- | --------------- | --------------- | --------------- | ------------------ | ------------------ | ------------------ | ----------- | ----------- | ----------- | ------ | ------ |
| 1999-2000       | Torino          | A               | 7          | 1          | CI              | 0               | 0               | -                  | -                  | -                  | -           | -           | -           | 7      | 1      |
| 2000-2001       | Torino          | B               | 9          | 2          | CI              | 2               | 0               | -                  | -                  | -                  | -           | -           | -           | 11     | 2      |
| 2001-gen. 2002  | Torino          | A               | 4          | 0          | CI              | 1               | 0               | -                  | -                  | -                  | -           | -           | -           | 5      | 0      |
| Totale Torino   | Totale Torino   | Totale Torino   | 20         | 3          |                 | 3               | 0               |                    | -                  | -                  |             | -           | -           | 23     | 3      |
| gen.-giu. 2002  | Ternana         | B               | 10         | 2          | CI              | 0               | 0               | -                  | -                  | -                  | -           | -           | -           | 10     | 2      |
| 2002-gen. 2003  | Messina         | B               | 12         | 2          | CI              | 0               | 0               | -                  | -                  | -                  | -           | -           | -           | 12     | 2      |
| gen.-giu. 2003  | Pescara         | C1              | 8+2        | 1          | CI+CI-C         | 0+0             | 0               | -                  | -                  | -                  | -           | -           | -           | 10     | 1      |
| 2003-2004       | Pescara         | B               | 43         | 21         | CI              | 1               | 0               | -                  | -                  | -                  | -           | -           | -           | 44     | 21     |
| 2004-gen. 2005  | Pescara         | B               | 19         | 6          | CI              | 3               | 2               | -                  | -                  | -                  | -           | -           | -           | 22     | 8      |
| Totale Pescara  | Totale Pescara  | Totale Pescara  | 70+2       | 28         |                 | 4               | 2               |                    | -                  | -                  |             | -           | -           | 76     | 30     |
| gen.-giu. 2005  | Napoli          | C1              | 15+3       | 6          | -               | -               | -               | -                  | -                  | -                  | -           | -           | -           | 18     | 6      |
| 2005-2006       | Napoli          | C1              | 33         | 18         | CI+CI-C         | 3+0             | 1+0             | -                  | -                  | -                  | SL-C1       | 2           | 0           | 38     | 19     |
| 2006-2007       | Napoli          | B               | 38         | 14         | CI              | 3               | 2               | -                  | -                  | -                  | -           | -           | -           | 41     | 16     |
| 2007-2008       | Napoli          | A               | 26         | 2          | CI              | 5               | 1               | -                  | -                  | -                  | -           | -           | -           | 31     | 3      |
| 2008-2009       | Siena           | A               | 33         | 5          | CI              | 2               | 1               | -                  | -                  | -                  | -           | -           | -           | 35     | 6      |
| 2009-2010       | Siena           | A               | 33         | 8          | CI              | 1               | 1               | -                  | -                  | -                  | -           | -           | -           | 34     | 9      |
| 2010-2011       | Siena           | B               | 39         | 18         | CI              | 1               | 0               | -                  | -                  | -                  | -           | -           | -           | 40     | 18     |
| 2011-2012       | Siena           | A               | 25         | 11         | CI              | 1               | 1               | -                  | -                  | -                  | -           | -           | -           | 26     | 12     |
| 2012-gen. 2013  | Siena           | A               | 18         | 4          | CI              | 1               | 1               | -                  | -                  | -                  | -           | -           | -           | 19     | 5      |
| Totale Siena    | Totale Siena    | Totale Siena    | 148        | 46         |                 | 6               | 4               |                    | -                  | -                  |             | -           | -           | 154    | 50     |
| gen.-giu. 2013  | Napoli          | A               | 6          | 0          | CI              | 0               | 0               | UEL                | 2                  | 0                  | -           | -           | -           | 8      | 0      |
| Totale Napoli   | Totale Napoli   | Totale Napoli   | 118+3      | 40         |                 | 11              | 4               |                    | 2                  | 0                  |             | 2           | 0           | 136    | 44     |
| 2013-2014       | Genoa           | A               | 22         | 3          | CI              | 0               | 0               | -                  | -                  | -                  | -           | -           | -           | 22     | 3      |
| 2014-2015       | Catania         | B               | 35         | 18         | CI              | 2               | 0               | -                  | -                  | -                  | -           | -           | -           | 37     | 18     |
| 2015-2016       | Spezia          | B               | 37+1       | 9          | CI              | 3               | 2               | -                  | -                  | -                  | -           | -           | -           | 41     | 11     |
| 2016-2017       | Parma           | LP              | 36+6       | 15+2       | CI-LP           | 1               | 1               | -                  | -                  | -                  | -           | -           | -           | 43     | 18     |
| 2017-2018       | Parma           | B               | 35         | 13         | CI              | 1               | 1               | -                  | -                  | -                  | -           | -           | -           | 36     | 14     |
| 2018-gen. 2019  | Parma           | A               | 0          | 0          | CI              | 0               | 0               | -                  | -                  | -                  | -           | -           | -           | 0      | 0      |
| Totale Parma    | Totale Parma    | Totale Parma    | 71+6       | 28+2       |                 | 2               | 2               |                    | -                  | -                  |             | -           | -           | 79     | 32     |
| gen.-giu. 2019  | Salernitana     | B               | 12+2       | 2          | CI              | 0               | 0               | -                  | -                  | -                  | -           | -           | -           | 14     | 2      |
| Totale carriera | Totale carriera | Totale carriera | 569        | 183        |                 | 31              | 14              |                    | 2                  | 0                  |             | 2           | 0           | 604    | 197    |

## Palmarès

### Club

#### Competizioni giovanili
- Campionato Giovanissimi Nazionali: 1

Panormus: 1996-1997

#### Competizioni nazionali
- Campionato italiano di Serie B: 1

Torino: 2000-2001
- Campionato italiano Serie C1: 1

Napoli: 2005-2006

### Nazionale
- Torneo Quattro Nazioni: 1

Italia Under-20: 2002-2003

### Individuale
- Miglior marcatore del Torneo Quattro Nazioni: 1

2002-2003 (7 gol)
- Capocannoniere della Serie C1: 1

2005-2006 (18 gol)